# 319e division d'infanterie
La 319 division d'infanterie (en allemand : 319. Infanterie-Division ou 319. ID) est une des divisions d'infanterie de l'armée allemande (Wehrmacht) durant la Seconde Guerre mondiale.

## Historique
La 319e division d'infanterie est formée le 15 novembre 1940 dans le secteur de Gera dans le Wehrkreis IX à partir des 87., 169.  et 299. Infanterie-Division en tant qu'élément de la 13. Welle (13e vague de mobilisation).
Le 30 avril 1941, elle relève la 216. Infanterie-Division pour servir de troupe d'occupation et de protection des îles Anglo-Normandes, récemment conquises lors de la bataille de France, et seul territoire britannique occupé par les troupes allemandes durant la Seconde Guerre mondiale.
À l'été 1941, la 319e fournit les garnisons des îles de Guernesey, Jersey, Aurigny, Sercq, Herm et Jéthou. Elle a aussi la ville de Saint-Malo et un secteur de la côte française sous sa responsabilité.
En 1943 et 1944, face aux craintes d'Adolf Hitler de voir les Alliés débarquer en France, ses effectifs sont en permanence renforcés, si bien que la 319e finit par atteindre un effectif de plus de 40 000 soldats.
Lors des opérations du débarquement du 6 juin 1944, le général Eisenhower laisse de côté les îles Anglo-Normandes et se contente de les isoler. Des éléments de la 319e réussissent néanmoins à être transférés sur le continent et combattent dans la presqu'île du Cotentin, avant l'effondrement du front de Normandie, en août 1944.
En novembre 1944, elle est retirée à l'ordre de bataille de la 7e armée, à laquelle elle avait jusque-là appartenu, et passe sous la direction du Marine-Oberkommando West (= Haut-commandement de la Marine-Ouest).
Finalement, le gros des troupes de la 319e dépose les armes le 9 mai 1945, à 7 h 14 du matin, soit 7 heures après la fin officielle de la guerre. Cette division aux effectifs disproportionnés n'a pratiquement pas tiré un seul coup de fusil de toute la guerre.

### Honneurs et récompenses
Aucun de ses membres ne reçoit la Croix de chevalier de la Croix de fer.

## Organisation

### Commandants
| Date                                  | Grade           | Commandant                |
| ------------------------------------- | --------------- | ------------------------- |
| 19 novembre 1940 - 1er septembre 1943 | Generalleutnant | Erich Müller              |
| 1er septembre 1943 - 27 février 1945  | Generalleutnant | Rudolf Graf von Schmettow |
| 27 février 1945 - 8 mai 1945          | Generalmajor    | Rudolf Wulf               |

## Théâtres d'opérations
- Allemagne : novembre 1940 - Mai 1941
- Îles Anglo-Normandes : mai 1941 - Mai 1945

## Ordres de bataille
1940
- Infanterie-Regiment 582 (régiment d'infanterie)
- Infanterie-Regiment 583
- Infanterie-Regiment 584
- Artillerie-Regiment 319 (régiment d'artillerie)
- Pionier-Bataillon 319 (bataillon du génie)
- Panzerjäger-Abteilung 319 (bataillon antichar)
- Divisions-Nachrichten-Abteilung 319 (compagnie des transmissions)
- Divisions-Nachschubführer 319

15 octobre 1942
- Grenadier-Regiment 582
- Grenadier-Regiment 583
- Grenadier-Regiment 584
- Artillerie-Regiment 319
- Pionier-Bataillon 319
- Panzerjäger-Abteilung 319
- Divisions-Nachrichten-Abteilung 319
- Divisions-Nachschubführer 319

### Ordres de bataille du1ernovembre1941 sur les Îles Anglo-Normandes
Guernsey
- Stab 319. Infanterie-Division in St. Peter Port
- Infanterie-Regiment 583 (sans la 10. Kompanie)
- Infanterie-Regiment 584
- Artillerie-Regiments-Stab z.b.V. 720 avec III. / Artillerie-Regiment 319
- Heeres-Küsten-Artillerie-Abteilung 727
- schwere Artillerie-Abteilung 604
- schwere Artillerie-Batterie 464
- schwere Artillerie-Batterie 465
- schwere Artillerie-Batterie 466
- Pionier-Bataillon 319 (Stab et 1. Kompanie)
- Festungs-Pionierstab 19 avec I. et II. Bataillon
- Festungs-Bau-Bataillon 149
- Festungs-Bau-Bataillon 152
- Stab Flak-Regiment 39
- Flak-Abteilung 124
- Flak-Abteilung 44
- Luftwaffen-Bau-Bataillon 9/XVII
- RAD-Stab 240 avec RAD-Einheiten K5/353 et K3/353

Jersey
- Infanterie-Regiment 582
- Stab Artillerie-Regiment 319
- I. und II. / Artillerie-Regiment 319
- Heeres-Küsten-Artillerie-Abteilung 728
- schwere Artillerie-Batterie 467
- schwere Artillerie-Batterie 468
- schwere Artillerie-Batterie 469
- Aufklärungs-Abteilung 319
- Festungs-Pionierstab 14 avec II. Bataillon
- Festungs-Bau-Bataillon 40
- Festungs-Bau-Bataillon 77
- RAD-Einheiten K1/305, K 4/353 et K5/302

Stark
- 10. Kompanie Infanterie-Regiment 583